# Alexandr Rogov
Alexandr Nikolayevich Rogov –en ruso, Александр Николаевич Рогов– (Putilkovo, URSS, 29 de febrero de 1956 – 1 de octubre de 2004) es un deportista soviético que compitió en piragüismo en la modalidad de aguas tranquilas. Ganó una medalla de oro en los Juegos Olímpicos de Montreal 1976, en la prueba de C1 500 m.

## Palmarés internacional
| Juegos Olímpicos | Juegos Olímpicos  | Juegos Olímpicos | Juegos Olímpicos |
| Año              | Lugar             | Medalla          | Evento           |
| ---------------- | ----------------- | ---------------- | ---------------- |
| 1976             | Montreal (Canadá) | Medalla de oro   | C1 500 m         |